# 鳞茎型凝集素结构域
鳞茎型凝集素结构域（英語：bulb-type lectin domain）是一种在鳞茎植物（石蒜科、兰科、木犀科）中出现的凝集素蛋白质结构域，一般与甘露糖结合。
仙茅甜蛋白也是此蛋白质家族一员，但是失去了和甘露糖结合的能力。

## 天麻抗真菌蛋白
天麻抗真菌蛋白（英語：Gastrodia anti-fungal protein, GAFP, gastrodianin）是鳞茎型凝集素家族的一支，包含天麻用来控制蜜环菌生长的蛋白质和一些其他兰科植物中的同源基因。